# TOPtrendy 2005
III Sopot TOPtrendy Festiwal odbył się w dniach od 24 do 26 czerwca 2005.

## Koncert TOP
Koncert TOP odbył się 24 czerwca. Udział w nim wzięli artyści, którzy sprzedali najwięcej płyt w okresie lipiec 2003 – grudzień 2004. Koncert poprowadzili Monika Luft oraz Mariusz Max Kolonko.
Klasyfikacja TOP 10:
1. Krzysztof Krawczyk (To co w życiu ważne)
2. Jeden Osiem L (Wideoteka)
3. Ania Dąbrowska (Samotność po zmierzchu)
4. Kasia Kowalska (Samotna w wielkim mieście)
5. Ich Troje (6. ostatni przystanek)
6. Wilki (Watra)
7. Lady Pank (Teraz)
8. Paweł Kukiz & Piersi (Piracka Płyta)
9. Sistars (Siła sióstr)
10. Mandaryna (Mandaryna.com)

## Koncert Trendy
Koncert Trendy odbył się 25 czerwca. Był on poświęcony najnowszym i najciekawszym wykonawcom ostatniego roku. Wykonawców do koncertu trendy wybrał SMAP (Stowarzyszenie Menadżerów Artystów Polskich). Koncert poprowadzili Bogusław Kaczyński i Kuba Wojewódzki.

### Eliminacje do koncertu Trendy
Największe wytwórnie fonograficzne w Polsce wybrało 36 wykonawców. Spośród nich SMAP wybrał 12: 
1. Delons – Fordy
2. Dreamland – Uciec stąd
3. Hana – I don’t care
4. Kangaroz – Name of love
5. Kulturka – Telefon z kulturką
6. Mosqitoo – I feel you
7. Ptaky – Pielgrzym
8. Sidney Polak – Chorwat
9. The Car Is on Fire – Cranks
10. Vavamuffin – Bless
11. Zakopower – Kiebyś Ty...
12. Żywioły – Wiatr i deszcz

Spośród 12 wykonawców finałową 6 wybrali widzowie za pomocą głosowania SMS.
Lista zespołów, które zakwalifikowały się do koncertu finałowego:
1. Hana
2. Kangaroz
3. Mosqitoo
4. Ptaky
5. Sidney Polak
6. Zakopower

Zwycięzcą koncertu Trendy został zespół Zakopower. Nagrodę dziennikarzy – Trendy Press Award 2005 – otrzymał Sidney Polak.

## Kabareton
Podczas festiwalu TOPtrendy 2005 odbyła się II Sopocka Noc Kabaretowa.